# N-FIELD
『N-FIELD』（エヌ-フィールド）はFM NACK5で2021年4月3日から放送されているラジオ番組。
これまで放送されてきた『SPO-NOW』の役割を引き継ぎ、新しいスポーツ番組として放送される。また、2021年度からは『MAGICAL SNOWLAND』が編成されないため、通年で土曜夜の番組として編成されている。
この番組ではスポーツ情報を取り上げるほか、『Yahoo!JAPAN』との協力で、この1週間に検索されたスポーツに関連した言葉をピックアップして取り上げる。

## 放送時間
- 毎週土曜日 18:00 - 21:00

## タイムテーブル・コーナー
※2023年4月現在
18時台
- 18:00 オープニング
- 18:05 NACK5 TRAFFIC
- 18:20 埼玉縣信用金庫 presents RUGBY TOWN SAITAMA
- 18:32 NACK5 TRAFFIC
- 18:40 SHIMANO presents Fishing Café

19時台
- 19:02 NACK5 TRAFFIC
- 19:05 埼玉トヨペット presents CARLIFE & MOBIRITY
- 19:32 NACK5 TRAFFIC
- 19:35 WEEKLY BUZZ WORD

20時台
- 20:01 NACK5 TRAFFIC
- 20:05 滝島杏 LIONS REPORT（プロ野球シーズン時期のみ放送）
- 20:10 がんばれ！ヒートベアーズ
- 20:30 NACK5 TRAFFIC

交通情報は交通管制センターの森下奈津子が担当している（週末の金 - 日曜日担当）。

## 出演者

### パーソナリティ
- 白戸ゆめの（2023年7月1日[3] - ）

### コーナー出演者
- 堀越正己 ・小笠原聖（箱番組「埼玉縣信用金庫 presents RUGBY TOWN SAITAMA」パーソナリティ、前番組「SPO-NOW」から引き継ぎ）
- 中島秀之 （レースアナウンサー、箱番組「CARLIFE & MOBIRITY」パーソナリティ、前番組「SPO-NOW」から引き継ぎ）
- 福島和可菜 （タレント、箱番組「SHIMANO presents Fishing Café」パーソナリティ）

### 過去の出演者
- 三原勇希（2021年4月3日 - 2023年6月24日[3]）